# Haytam Manaout
Haytam Manaout, född 18 april 2001 i Casablanca, är en marockansk fotbollsspelare.

## Karriär
Haytam Manaout spelar 2024 för RS Berkane i den marockanska högstaligan. Han har representerat Marocko på flera ungdomsnivåer sedan 2023. Han ingick i det marockanska laget som vid olympiska sommarspelen 2024 i Paris tog brons efter att Marocko besegrat Egypten i bronsmatchen.